# Crytea fuscomaculata
Crytea fuscomaculata är en stekelart som beskrevs av Cameron 1906. Crytea fuscomaculata ingår i släktet Crytea och familjen brokparasitsteklar. Inga underarter finns listade i Catalogue of Life.